# Transvalhirs
Transvalhirs (Panicum schinzii) är en gräsart som beskrevs av Eduard Hackel. Enligt Catalogue of Life ingår Transvalhirs i släktet vipphirser och familjen gräs, men enligt Dyntaxa är tillhörigheten istället släktet vipphirser och familjen gräs. Arten förekommer tillfälligt i Sverige, men reproducerar sig inte. Inga underarter finns listade i Catalogue of Life.